# Liu Xiang
Liu Xiang (chinês tradicional: 劉翔; chinês simplificado: 刘翔; pinyin: Liú Xiáng; Xangai, 13 de julho de 1983) é um velocista e barreirista chinês, campeão olímpico e campeão mundial dos 110 m c/ barreiras.
A medalha de ouro obtida nos Jogos Olímpicos de Atenas, em 2004, em que igualou o recorde mundial vigente, foi a primeira obtida pela China num evento de atletismo. Dois anos depois quebrou o recorde mundial da prova em Lausanne, na Suíça, marcando 12s88  e no mundial de Osaka 2007 conquistou a medalha de ouro e o título mundial. Foi o primeiro atleta chinês a obter a "tríplice coroa" do atletismo (detentor do recorde mundial, campeão mundial e campeão olímpico).
Xang deixou de participar da prova em Pequim 2008, disputada diante de seu público, por causa de uma lesão no tendão de Aquiles, acontecendo o mesmo em Londres 2012.
Encerrou sua carreira em 2015, aos 31 anos, através de um comunicado em seu blog pessoal, creditando a aposentadoria às constantes lesões sofridas. Como embaixador da IAAF, mesmo fora das pistas ajudou a promover o Campeonato Mundial de Atletismo de Pequim, em agosto de 2015.